# 河山平省
河山平省（越南语：／），是越南1975年至1991年间的省份，省莅河东市社，今属河内市和和平省。

## 地理
河山平省北接河内市和永富省，西接山罗省，南接清化省，东接海兴省，东南接河南宁省。1981年总面积5978平方千米，总人口1569000人。

## 历史
1975年12月27日，越南政府合并省份，河西省和和平省合并为河山平省，省莅河东市社。下辖河东市社、山西市社、和平市社3市社和巴位县、彰美县、陀北县、丹凤县、怀德县、金杯县、奇山县、乐山县、乐水县、良山县、枚州县、美德县、富川县、福寿县、国威县、新乐县、石室县、青威县、常信县、应和县和安水县21县。
1978年12月29日，河东市社、山西市社2市社和丹凤县、怀德县、巴位县、福寿县、石室县5县及国威县、彰美县、青威县、常信县4县的部分社划归河内市。但河东市社作为河山平省省莅，并未移交给河内市管辖。
1983年11月11日，奇山县1社划归和平市社管辖。
1985年2月28日，陀北县1社划归新乐县管辖，陀北县1社划归奇山县管辖。
1988年4月24日，奇山县4社划归和平市社管辖。
1991年时，河山平省下辖河东市社、和平市社2市社和彰美县、陀北县、金杯县、奇山县、乐山县、乐水县、良山县、枚州县、美德县、富川县、国威县、新乐县、青威县、常信县、应和县和安水县16县。
1991年8月12日，越南国会通过决议，撤销河山平省，恢复河西省和和平省，划归河内市的山西市社等地区重新划归河西省。河西省下辖河东市社、山西市社2市社和巴位县、彰美县、丹凤县、怀德县、美德县、富川县、福寿县、国威县、石室县、青威县、常信县和应和县12县，省莅河东市社；和平省下辖和平市社和陀北县、金杯县、祈山县、奇山县、乐山县、乐水县、良山县、枚州县、新乐县9县，省莅和平市社。

## 行政区划
1991年，河山平省下辖2市社16县。
- 河东市社
- 和平市社
- 彰美县
- 陀北县
- 金杯县
- 奇山县
- 乐山县
- 乐水县
- 良山县
- 枚州县
- 美德县
- 富川县
- 国威县
- 新乐县
- 青威县
- 常信县
- 应和县
- 安水县